# Nicolas Kitsikis
Nicolas Kitsikis (en grec moderne : Νίκος Κιτσίκης), né à Nauplie le 14 août 1887 et mort à Athènes le 26 juillet 1978, est une personnalité politique grecque.

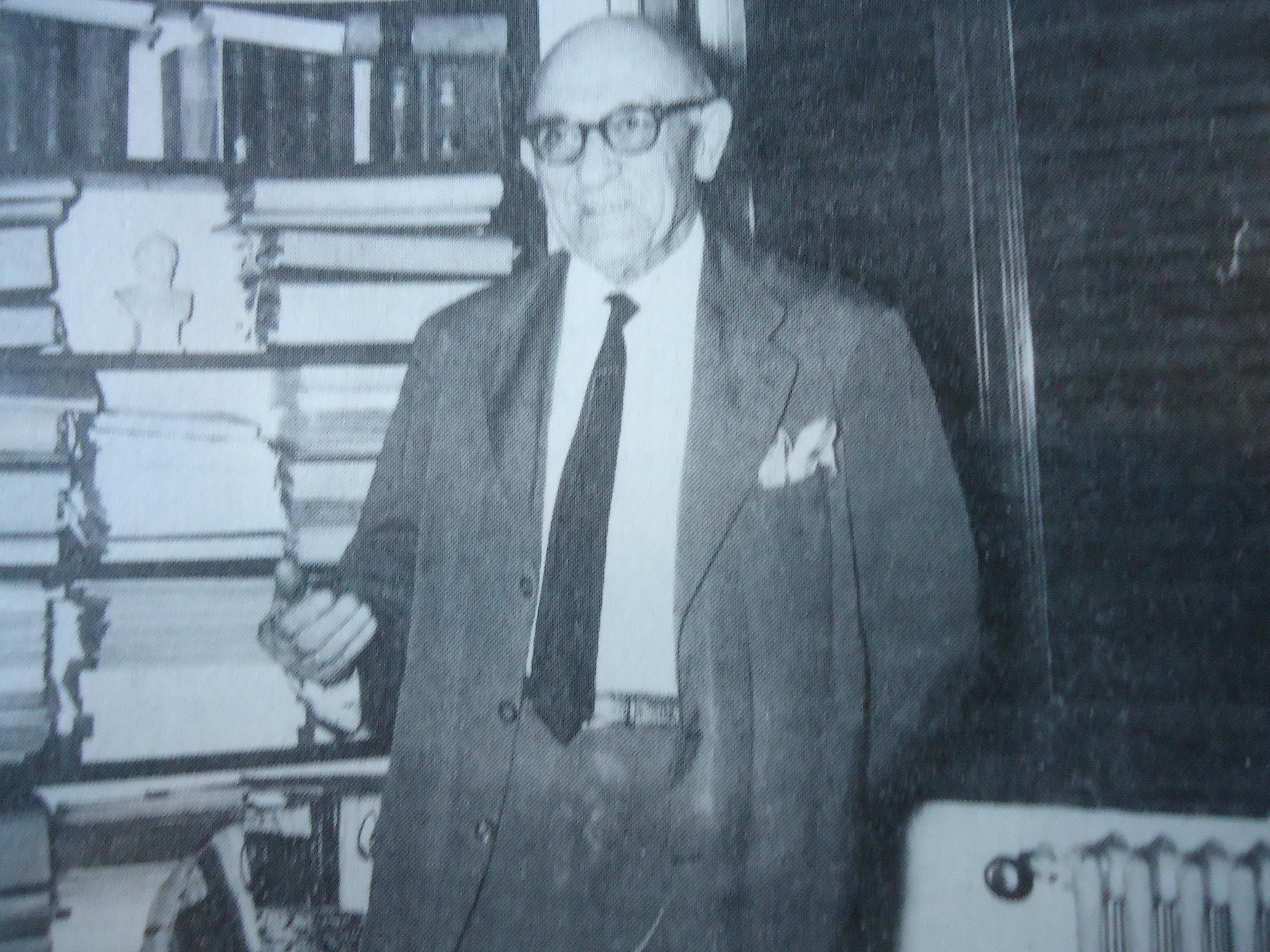
Nicolas Kitsikis en 1964

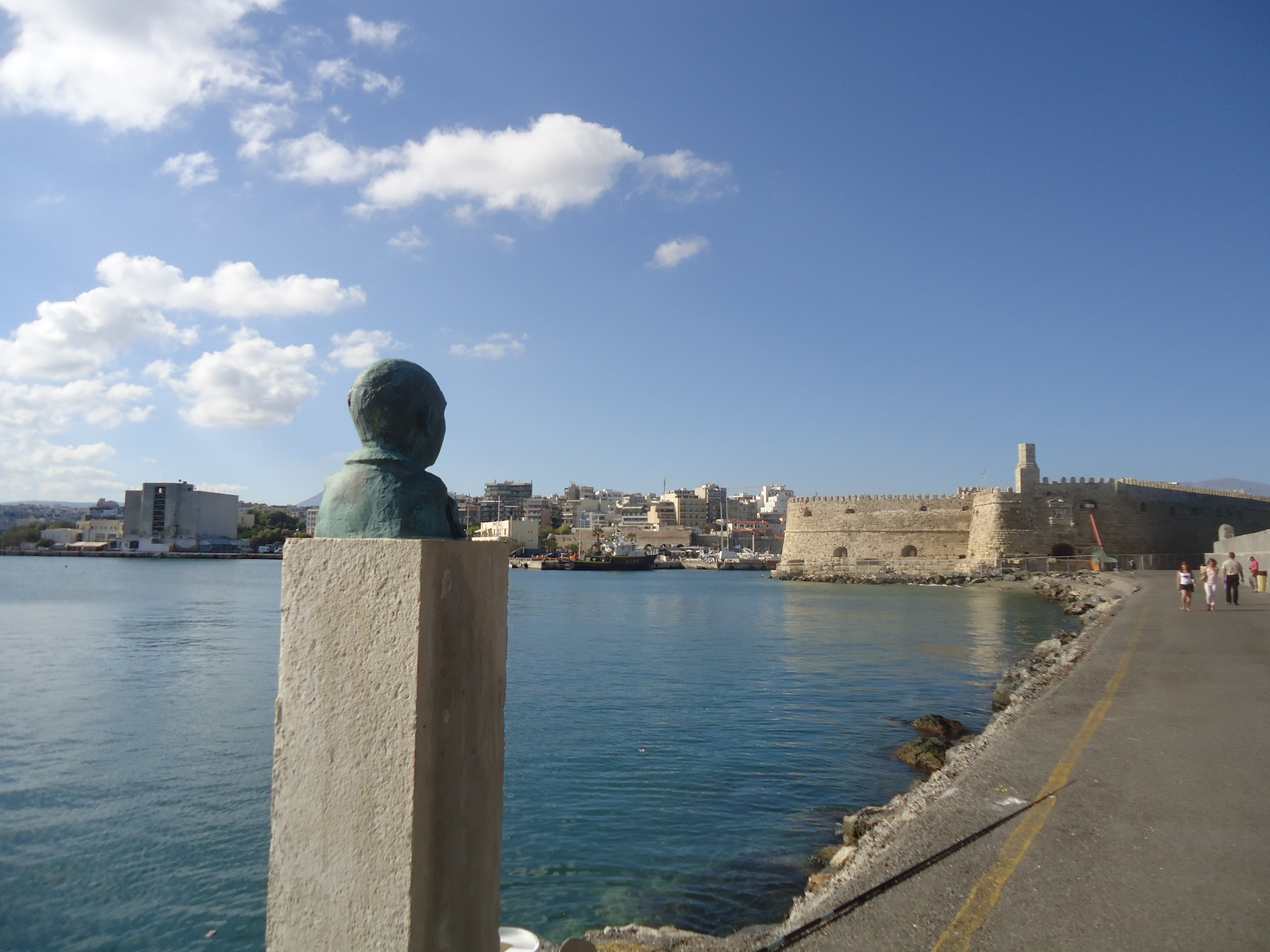
Statue de Nicolas Kitsikis dans le port d'Hérakleion, en Crète, qu'il construisit en 1921

## Vie
Homme politique grec, sénateur et député, professeur et recteur de l'École Polytechnique d'Athènes, président de la Chambre Technique de Grèce et fondateur de sa revue, Technika Chronika, père de Béata Panagopoulos (Kitsikis), d'Elsa Schmid-Kitsikis et de Dimitri Kitsikis. Bien qu'il exerçât dans sa jeunesse son métier d'ingénieur civil en Allemagne et reçut le titre de docteur honoris causa de l'Université technique de Berlin, à Charlottenbourg, en 1936, sous le IIIe Reich, il appartint toujours à la fraction pro-française en Grèce, entre les deux guerres, en tant que sénateur d'Elefthérios Venizélos.

## Homme de science et engagement politique
Pendant l'occupation allemande de la Grèce, en 1941-1944, il utilisa sa position de recteur de l'École Polytechnique d'Athènes pour organiser parmi ses étudiants une branche de l'EAM de résistance à l'occupant, ce qui l'amena à rejoindre le Parti communiste de Grèce, en 1944.
Il faut noter que sa célébrité, en Allemagne, était telle que, bien qu'il fût emprisonné par les Italiens, pendant l'occupation, il fut protégé par le ministre du IIIe Reich à Athènes, le comte von Mirbach. Pourtant, il avait décliné l'offre des Allemands d'une très importante somme d'argent en livres-or anglaises, en refusant de construire, en tant que directeur technique du port du Pirée, des abris pour sous-marins allemands. Pendant l'occupation, les Allemands n'entrèrent jamais dans les locaux de l'École Polytechnique, à cause de la ferme opposition de son recteur.
En 1939, Nicolas Kitsikis et son épouse Béata furent invités par le gouvernement du IIIe Reich à visiter les prouesses techniques du régime. Ils quittèrent l'Allemagne pour rentrer à Athènes par bateau, du port de  Bordeaux, juste avant le 1er septembre 1939. L'intention de l'architecte en chef du régime Albert Speer, en prévision du déclenchement de la Deuxième Guerre mondiale et de l’occupation de la Grèce, était d'utiliser le plus célèbre ingénieur de Grèce pour la construction d'installations militaires. Le refus de Nicolas Kitsikis de collaborer fit échouer leurs plans.
En 1945, il devint président de l'Association Grèce-Union Soviétique, fut démis de ses fonctions de recteur et de professeur à l'École Polytechnique, à cause de son appartenance au Parti communiste de Grèce.
Son épouse, Béata Kitsikis, féministe, officier de l'armée communiste de l'ELAS fut condamnée à mort en 1948 par un tribunal militaire. Elle fut atrocement torturée mais elle refusa toujours de signer une déclaration de rejet de ses convictions communistes. À cause de la célébrité de son mari et de l'intervention en sa faveur, notamment du ministre travailliste des Affaires étrangères du Royaume-Uni, Ernest Bevin, elle ne fut pas exécutée et fut libérée, en 1951, après la fin de la guerre civile.
De 1952 à 1956, Nicolas et Béata Kitsikis vécurent à Paris, auprès de leur fille Elsa Kitsikis et de leur fils Dimitri Kitsikis 
En février 1956, Nicolas Kitsikis fut élu député du parti d'extrême gauche EDA, dont il fut l'un des leaders jusqu'au coup d'État des colonels du 21 avril 1967. Il fut alors arrêté, à l'âge de 80 ans et déporté dans l'île de Gyaros. En 1968, il rejoignit sa femme à Paris, où elle s'était enfuie, grâce à un faux passeport suisse. Il avait été libéré par la junte, à la suite de pressions internationales des milieux démocratiques occidentaux.
En 1955, il avait fondé avec sa femme Béata, l'Association d'amitié Grèce-République Populaire de Chine. Depuis lors, ils se rendaient souvent en Chine. Leur fils, le professeur Dimitri Kitsikis, sous leur influence, devint sinologue. Le couple Kitsikis se lia alors d'amitié avec Mao Zedong et les dirigeants du parti communiste chinois, amitié qui servit de base, avant 1967, au développement du mouvement maoïste en Grèce, surtout dans la capitale grecque où Nicolas Kitsikis, bien que membre du parti communiste grec interdit, était arrivé premier aux élections municipales d'Athènes de 1964. Néanmoins, la loi électorale avait permis au candidat de la droite, G. Plytas, d'occuper la mairie.

## Bibliothèque et Mouvement Nicolas Kitsikis
En 1978, il fut enterré au premier cimetière d'Athènes avec les honneurs de l'État grec, en présence des dirigeants de toutes les tendances du mouvement communiste grec et de l'ambassadeur de la R.P. de Chine. Le discours funèbre fut prononcé par Ilias Iliou, le représentant parlementaire du parti EDA.
Après sa mort, en 1978, le groupe des ingénieurs et architectes appartenant au parti d'extrême gauche, Synaspismos, formèrent le « Mouvement Nicolas Kitsikis ». En 2003, fut fondé, dans le port d'Héraklion, en Crète, la Bibliothèque Nicolas Kitsikis et son buste fut érigé sur le port. En effet, en 1921, Nicolas Kitsikis, avait construit le port d'Héraklion.